# 국도 제101호선 (중국)

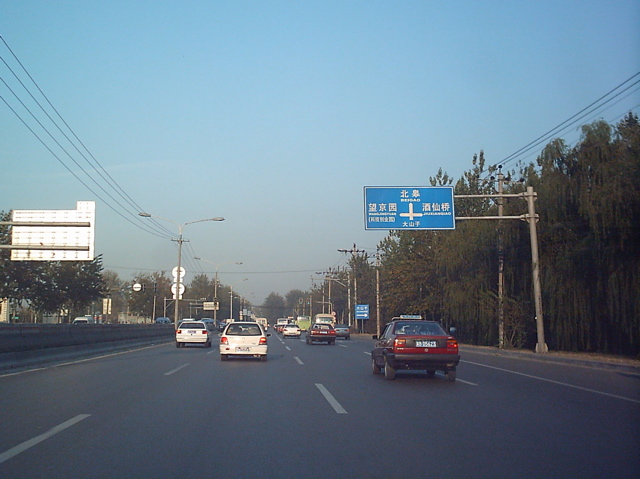
중국 101번 국도

국도 제101호선(중국어: 101国道)은 베이징시 둥지먼(현 둥청구)에서 출발, 랴오닝성 선양시까지 이어주는 총 연장 1,969 km 거리를 가진 중화인민공화국의 일반 국도이다. 그러나 이 국도는 베이징시 일대에서는 징순로(京顺路) 또는 징미로(京密路)를 각각 정의하고 있으며, 이와 같이 베이징 중심가를 위주로 하는 연결용 도로로 쓰이는 것으로 드러나지만 주로 순이구와 미윈구에만 해당된다. 그리고 실질적인 도로가 해당 장소를 훨씬 넘어선 상태이기도 하다.

## 접촉하고 있는 도로
※ 참조 사항 : 주요 도로, 고속도로, 기타 중국의 G 국도 노선과의 연결만 별도로 나열됨.
- 베이징 제2환상도로(중국어판, 영어판) : 둥지먼(중국어판, 영어판) 대교
- 베이징 제3환상도로(중국어판, 영어판) : 산위안교(중국어판)
- 베이징 제4환상도로(중국어판, 영어판) : 시위안교(중국어판)
- 베이징 제5환상도로(중국어판, 영어판) : 우위안 교
- 베이징 제6환상도로(중국어판, 영어판) : 리위안 교
- 국도 제111호선 : 화이러우구 남부 일대에 한하여 북동부 방면으로 향하고 있는 G101 국도와 분기함.
- 국도 제112호선 : 허베이성 홍시리
- 국도 제306호선 : 랴오닝성 링위안시
- 진차오 고속공로 : 랴오닝성 차오양시
- 국도 제305호선 : 랴오닝성 베이퍄오시의 서북부와 마유잉샹
- 진푸 고속공로 : 랴오닝성 왕푸
- 국도 제304호선 : 랴오닝성 장우현

## 관통하고 있는 지역

### 베이징시
- 산위안교(중국어판)
- 차오창디(중국어판)
- 미윈구
- 구베이커우(중국어판)

### 허베이성
- 롼핑현
- 청더시
- 핑취안시

### 랴오닝성
- 링위안시
- 차오양시
- 베이퍄오시
- 푸신시
- 장우현
- 선양시